# 海林尼克奥林匹克棒球场
海林尼克奧林匹克棒球場又稱為第二十八屆雅典奧運會奧林匹克棒球中心，它位於雅典南部，是雅典奧運中其中一個新建成的比賽球場，中心於2004年2月完工，工程由希臘環境部及公共福利與公共工程部負責
第二十八屆雅典奧運會奧林匹克棒球中心共有兩個球場，一個可容納8500人，另一球場可容納4000人。